# Breitenau (Obernzenn)
Breitenau (fränkisch: Bradnaab) ist ein Gemeindeteil des Marktes Obernzenn im Landkreis Neustadt an der Aisch-Bad Windsheim (Mittelfranken, Bayern). Breitenau liegt in der Gemarkung Oberaltenbernheim.

## Geografie
Westlich des Dorfes entspringt der Hirtenwassergraben, ein linker Zufluss des Linkenbachs (im Mittellauf Erlenbach genannt), der wiederum ein rechter Zufluss der Aisch ist. 0,5 km südöstlich des Ortes beim Sandbühl (406 m ü. NHN) entspringt der Irlbach, ein linker Zufluss der Zenn. 0,5 km nordwestlich liegt das Bannholz, 1,5 km nördlich der Schloßberg (462 m ü. NHN), 0,5 km nordöstlich das Waldgebiet Tellern. Die Staatsstraße 2253 verläuft nach Ickelheim (3 km nordwestlich) bzw. nach Obernzenn (1,4 km südlich). Eine Gemeindeverbindungsstraße führt nach Rappenau (1,5 km östlich).

## Geschichte
Der Ort wurde 1259 als „Breitenawe“ erstmals namentlich erwähnt, als Burggraf Konrad I. den uffenheimischen Teil der Veste Virnsberg kaufte, wozu auch dieser Breitenawe gehörte, der dann zur „villa nostra“ der Burggrafen wurde. Der ursprüngliche Flurname bezeichnete eine breite Aue.
Gegen Ende des 18. Jahrhunderts gab es in Breitenau zwölf Anwesen. Das Hochgericht übte das Obervogteiamt Virnsberg aus. Die Dorf- und Gemeindeherrschaft hatte die Deutschordenskommende Virnsberg inne. Grundherren waren die Deutschordenskommende Virnsberg (Kirche, 4 Höfe, 1 Dreiviertelhof, 1 Halbhof, 1 Viertelhof, 1 Schmiede, 2 Gnadenhäuslein, Gemeindehirtenhaus) und das Rittergut Unternzenn (1 Halbhof).
Im Rahmen des Gemeindeedikts wurde Breitenau dem 1808 gebildeten Steuerdistrikt Oberaltenbernheim und der 1811 gebildeten Ruralgemeinde Oberaltenbernheim zugeordnet. Die freiwillige Gerichtsbarkeit und die Polizei für ein Anwesen hatte bis 1848 das Patrimonialgericht Unternzenn inne. Am 1. Januar 1972 wurde Breitenau im Zuge der Gebietsreform in Bayern nach Obernzenn eingemeindet.

## Einwohnerentwicklung
| Jahr      | 001818 | 001840 | 001861 | 001871 | 001885 | 001900 | 001925 | 001950 | 001961 | 001970 | 001987 |
| Einwohner | 85     | 99     | 88     | 99     | 91     | 90     | 79     | 130    | 113    | 119    | 88     |
| Häuser    | 18     | 20     |        |        | 20     | 20     | 17     | 20     | 19     |        | 24     |
| Quelle    | [ 13 ] | [ 14 ] | [ 15 ] | [ 16 ] | [ 17 ] | [ 18 ] | [ 19 ] | [ 20 ] | [ 21 ] | [ 22 ] | [ 1 ]  |

## Baudenkmäler
- Haus Nr. 5: erdgeschossiges, verputztes fünfzoniges Wohnstallhaus aus der ersten Hälfte des 19. Jahrhunderts; Sandsteinquader mit Putzgurten und verzahnten Ecklisenen[23]
- Haus Nr. 9: erdgeschossiges, schwellenloses Fachwerkwohnstallhaus des späten 18. Jahrhunderts mit modern erneuertem und aufgestocktem Stallteil; Straßengiebel mit profiliertem Dach- und Kehlbalken[23]
- Haus Nr. 16: ehemalige Kapelle, jetzt Wohnhaus[24]
- Steinkreuz[24]

## Religion
Der Ort ist seit der Reformation evangelisch-lutherisch geprägt und war ursprünglich nach Allerheiligen (Egenhausen) gepfarrt, seit Ende des 19. Jahrhunderts ist die Pfarrei St. Maria (Unterzenn) zuständig. Die Einwohner römisch-katholischer Konfession sind nach Mariä Himmelfahrt (Sondernohe) gepfarrt.

## Wanderwege
Durch den Ort führen die Fernwanderwege Rangau-Randweg und Roter Flieger.